# Pteris intricata
Pteris intricata là một loài dương xỉ trong họ Pteridaceae. Loài này được C.H. Wright mô tả khoa học đầu tiên năm 1906.
Danh pháp khoa học của loài này chưa được làm sáng tỏ. 